# Пол Гоген
Йожен Анри Пол Гоген (на френски: Eugène Henri Paul Gauguin) е френски живописец, скулптор и график постимпресионист.

## Биография

### Детство
Пол Гоген е роден на 7 юни 1848 г. в Париж в семейството на либералния журналист Кловис Гоген. Майка му, Ален Мари Шезал, е дъщеря на Флора Тристан, известна френска писателка, социалистка и анархистка.
Когато Гоген става на 3 години, баща му загубва работното си място и решава заедно с майка му и цялото семейство да се преместят в Перу при техен заможен и влиятелен роднина. По време на пътуването по море Кловис получава тежък сърдечен удар и умира малко след това. Въпреки това Ален продължава пътешествието заедно с Пол и сестра му Мари и пристига в Лима, Перу, където е посрещнато топло от нейния чичо Дон Пио де Тристан. Семейство Гоген остава при него приблизително 4 години и се наслаждава на привилегиите, произтичащи от неговата власт и богатство, докато не избухва гражданска война в Перу, която заедно с възможностите за наследство убеждават Ален да се завърне във Франция. Пол остава известно време при чичо си Исодор в Орлеан, след което майка му го изпраща в интерната Petit Séminaire.

### Постоянното пътуване
Навършил 17 години, Пол работи вече като моряк на кораба Luzitano от френската търговска флотилия. При завръщането си след две години Пол разбира в Сен-Клод при Париж за смъртта на майка си. Останал без родители, 20-годишният Пол решава да се прехвърли във военния флот, като постъпва като моряк на кораба Jérome Napoléon.
След края на службата през 1871 г. той кандидатства за пост в парижката банка Бертин и бива назначен. Той е получавал приблизително 40 000 франка годишно, което открива пред него множество възможности, но вместо да се почувства освободен, той се страхува от мисълта за вечното обвързване.
През 1873 г. Гоген среща датчанката Мете-Софи Гад, оженва се за нея и година по-късно се ражда първото му дете – Емил. По-късно тя се развежда с него, защото не може да възприеме неговите актови изследвания и скици.
Гоген започва да рисува и да събира голям брой, безценни от днешна гледна точка, произведения на изкуството от Писаро, Пол Сезан, Едгар Дега, Пиер-Огюст Реноар и други.
Щастието го посещава не само в изкуството, но и в личния му живот като през декември 1876 се ражда дъщеря му Алин и през 1879 синът му Кловис.
След прекрасните времена като чиновник в Парижката банка и гост при Дон Пио де Тристан през 1886 г. и следващите няколко години Гоген се сблъсква с трудни периоди от живота си. За да може отново да живее свободно и да рисува той завежда все още болния си син в пансион и отплава за Понт Авен. По това изглежда, че щастието отново е погледнало благосклонно към него, защото той бива подпомаган финансово от множество по-млади творци.
При завръщането си в Париж Гоген се запознава с холандеца Винсент ван Гог и брат му Теодор ван Гог. Желанието му да опознае още повече от света го кара да посети заедно със своя приятел Шарл Лавал много чужди страни, островите Мартиника и Панама.
Двамата рисуват много и то със съвсем креативен подход, но блатната треска ги принуждава все пак да се върнат обратно във Франция.
Следва престой в бретанския Понт Авен, след който Гоген се изразява ентусиазирано за идеята да наемат заедно с Винсент ван Гог къща в Арл, южна Франция. Между двамата обаче възникват конфликти, които бързо кулминират в противоречие, което, според някои предположения, подтикват ван Гог да отреже част от ухото си. В резултат на противоречията Гоген напуска Арл.
Гоген се сблъсква отново с финансови проблеми и бива принуден да продаде голяма част от картините си на търг, но вместо да използва парите за да се установи изгодно в Париж или Бретан, той отплава от Марсилия за Таити.
Въпреки нежеланието си Гоген е принуден да се завърне отново във Франция, тъй като се нуждае спешно от професионално лечение.
Щастието го спохожда през същата година в личния му живот. Той се запознава с яванката Ана Мартин и с нея Гоген, вече 45-годишен, се премества отново в Бретан. След свада с бретански селяни Гоген се сбива с тях, в резултат на което му счупват глезена, който никога не зараства напълно и травмата му остава за цял живот.
Интересът му към спиритуализма, окултизма и теософията довеждат до това, че през 1894 той става член на теософското общество и остава негов член до смъртта си. От този момент нататък творчеството му е силно повлияно от теософията.

### Таити и в опит за новото начало
1894 е годината, в която френският художник Гоген окончателно се решава да се завърне в Таити, ясно съзнавайки, че се намира в последния етап от своето дълго околосветско пътешествие и в края на живота си.
През 1895 г. след тежко пътуване, продължило около 60 дни, изтощеният психически и физически Пол Гоген пристига в Папеете, където колонизаторите вече са изградили електрическа мрежа.
Освен счупената кост, Гоген се бори с блатната треска, повтарящите се периоди на глад, последствията от алкохолизма и прекомерното тютюнопушене. Начинът му на живот го довежда дотам, че той все по-често има нужда да бъде настанен в болница, като престоите му там стават все по-дълги. Сила художникът добива, вдъхновен от новата си любов – 14-годишната Пауура, която го утешава и му позира за картините, както и предишните му партньорки. В края на 1896 г. Пауура ражда първото си дете, което умира малко след това. На 19 април 1898 се ражда синът му Емил, който го надживява.
През 1897 г. Гоген се сблъсква с нова поредица от нещастия като смъртта на болната му от туберкулоза дъщеря Ален. Въпреки това през същата година е създадена картината Vairumati. Освен вече споменатите стрес-фактори трябва да се вземе предвид и влошаващото му се здравословно състояние. Счупената му кост се възпалява дотолкова, че той не е в състояние да се придвижва самостоятелно. Освен това той ослепява вследствие на конюнктивит, което го депресира допълнително и го принуждава да направи творческата пауза, която трае близо половин година.
След няколко сърдечни удара Гоген започва да споменава самоубийството като възможен изход, усамотява се и не контактува с туземците и в продължение на месец рисува вероятно най-значителната си картина: „Откъде идваме? Кои сме? Къде отиваме?“. Картината символизира житейски път, чийто край не преминава в хармонична завършеност, а напротив действа върху зрителя също толкова объркващо и безнадеждно като края на художника.
Скоро след като е готов с картината Гоген решава да сложи край на мъките си като изпива арсен, който все пак повръща и вместо да се посвети отново на изкуството приема пост в службата за социална дейност в Папеете, като същевременно се проявява и като политически журналист.
На края на живота си Гоген отново е в търсене на ново начало. Чрез начина си на живот обаче той превръща в личен враг католическия епископ, заради което през 1903 г. получава присъда от 500 франка глоба и три месеца затвор. Пол Гоген умира на 9 май 1903.